# مأموریت (فیلم ۱۹۸۶)
مأموریت یا مأموریت مذهبی (به انگلیسی: Mission) فیلمی به کارگردانی رولند جافه و محصول سال ۱۹۸۶ میلادی است. از بازیگران آن می‌توان رابرت دنیرو، جرمی آیرونز و لیام نیسون را نام برد. موسیقی فیلم ساخته آهنگساز ایتالیایی انیو موریکونه و نامزد بهترین موسیقی فیلم برای جایزه اسکار بوده‌است. بنیاد فیلم آمریکا موسیقی مأموریت را از برجسته‌ترین آثار موسیقی ساخته شده در یک صد سال گذشته سینمای آمریکا معرفی کرده‌است.

## داستان
در دهه ۱۷۵۰، پدر گابریل، کشیش یسوعی، وارد جنگل شرقی پاراگوئه می‌شود تا قوم گوارانی را به مسیحیت دعوت کند. او کشیش دیگری را برای برقراری ارتباط با آنها می‌فرستد، اما آن مرد از آبشار ایگواسو به پایین پرتاب می‌شود و جان خود را از دست می‌دهد. پدر گابریل به آبشار سفر می‌کند و ابوای خود را می‌نوازد. یکی از گوارانی‌ها، ابوا را از دست او می‌گیرد و آن را به دو نیم می‌کند. پدر گابریل واکنشی نشان نمی‌دهد و گوارانی‌های باقی‌مانده، که مجذوب موسیقی شده‌اند، او را به روستای خود می‌برند.